# Raffaele Pasi
Raffaele Pasi (Faenza, 9 dicembre 1819 – Roma, 1890) è stato un militare italiano.

## Biografia
Nato a Faenza nel 1819, Raffaele Pasi era figlio del conte Paolo Pasi e di sua moglie, Teresa Piani. Iniziò la propria esperienza militare nel corso di un'insurrezione popolare nota come Scontro alle Balze di Scavignano tra le truppe pontificie ed i carbonari per cui parteggiava.
Fallito il moto, venne costretto all'esilio in Francia ma venne graziato da papa Pio IX e poté tornare in patria. Continuò ad ogni modo a non nutrire simpatie per i papisti e nelle insurrezioni del 1848 venne posto a capo dapprima della Guardia Nazionale mobilitata a Faenza e l'anno successivo venne promosso al grado di tenente colonnello del 1º reggimento di fanteria leggera della Repubblica romana, per poi passare al 6° di linea. Dopo il fallimento di quest'ulteriore moto, venne costretto nuovamente all'esilio e scelse di recarsi a Genova, ove mantenne contatti coi mazziniani.
Nel 1859 decise di arruolarsi come volontario nell'esercito sardo e passò subito al comando del 30º fanteria coi gradi che gli erano stati precedentemente concessi, venendo promosso addirittura colonnello nel 1863 e posto al comando del 5º reggimento della brigata Aosta.
Presenziò dunque all'assalto del forte di Narni ove si guadagnò una croce dell'Ordine militare di Savoia, oltre ad una medaglia d'oro al valor militare sul campo della Battaglia di Custoza del 24 giugno 1866. Venne nominato maggiore generale e poi tenente generale, andando a ricoprire l'incarico di primo aiutante di campo nella Real Casa di re Vittorio Emanuele II e poi del figlio Umberto I.
Il 17 settembre 1870 assunse, nel quadro dell'annessione dello Stato pontificio al Regno d'Italia, il comando militare della Provincia di Velletri. Dopo questa breve esperienza fu eletto nel 1874 tra le file della Destra storica nel collegio di Faenza. Alle elezioni del 1876 non si ricandidò e fece ritorno nel Regio Esercito con il grado di generale. 
Morì a Roma nel 1890.